# Gravity Falls: Legend of the Gnome Gemulets
Gravity Falls: Legend of the Gnome Gemulets (с англ. — «Гравити Фолз: Легенда о гномьих амулетах») — видеоигра в жанре платформера для Nintendo 3DS, которая была разработана и издана Ubisoft по мотивам мультсериала «Гравити Фолз» при содействии Алекса Хирша. Игра была выпущена 20 октября 2015 года.

## Игровой процесс
Игроки управляют Диппером и Мэйбл Пайнсами и могут свободно переключаться между ними в любой момент игры. У персонажей разный набор способностей: Диппер может сражаться в ближнем бою с помощью «гномьих боевых манжетов» (англ. Gnome Battle Cuffs) и искать улики с помощью фонарика, а Мейбл — подниматься на возвышенности с помощью абордажного крюка и сражаться на дистанции с помощью «рукавов свитера, усиленных флисом ослепления» (англ. Fleece of Bedazzlement-enhanced sweater sleeves). Игроки могут покупать новые предметы у продавцов и возвращаться в регионы, которые они ранее исследовали, как в играх жанра метроидвания.

## Разработка
Игра разработана студией Ubisoft Osaka и издана компанией Ubisoft. В разработке игры также принимали участие Disney Interactive Studios и создатель мультсериала Алекс Хирш. Хирш проработал графический стиль игры. Игра является вольной адаптацией телесериала и имеет самостоятельный сюжет. Игра основана на собственном движке Ubisoft — UbiArt Framework.
Официально игра была анонсирована в июле 2015 года и выпущена на Nintendo 3DS 20 октября того же года.

## Отзывы критиков
Игра получила в основном негативные рецензии. На агрегаторе рецензий Metacritic игра имеет рейтинг 46/100.
Марко Моттура в рецензии для IGN поставил игре оценку 4,9/10, написав: «получилась игра, в которую практически никогда не бывает интересно играть».